# Żabikowo
Żabikowo – wieś w Polsce położona w województwie wielkopolskim, w powiecie średzkim, w gminie Środa Wielkopolska, przy trasie drogi krajowej nr 11.
W latach 1975–1998 miejscowość administracyjnie należała do województwa poznańskiego.